# Ada Hitchins
Ada Florence Remfry Hitchins (Tavistock, Devon, Inglaterra, 26 de junio de 1891 - Bristol, Inglaterra, 12 de junio de 1972), fue una química, principal ayudante de investigación del químico británico Frederick Soddy (Premio Nobel de Química en 1921 por su trabajo con elementos radiactivos y la teoría de los isótopos). Ada Hitchins aisló muestras de minerales de uranio, tomando medidas precisas de la masa atómica que proporcionaron la primera evidencia experimental de la existencia de diferentes isótopos. También ayudó a descubrir el elemento protactinio.

## Biografía
Ada Florence Remfry Hitchins se graduó en la Universidad de Glasgow en 1913, habiendo comenzado sus estudios en la universidad en 1909. Se convirtió en química y ayudó en gran medida a la investigación de Frederick Soddy, un químico que dio conferencias en la Universidad y ganó el Premio Nobel de Química en 1921.
Ada nació en Tavistock, Devon y tomó clases de Matemáticas, Botánica, Geología y Química Inorgánica durante su licenciatura. Obtuvo una distinción especial en Química, un certificado de primera clase en Geología y un certificado de primera clase en Botánica, entre otros premios durante sus estudios. Trabajó en estrecha colaboración con Frederick Soddy en el establecimiento de la teoría de la desintegración al demostrar el crecimiento del radio a partir del uranio. Comenzó a investigar con Soddy en su último año de pregrado y, cuando Soddy se mudó a la Universidad de Aberdeen en 1915, Ada lo acompañó y obtuvo un puesto como Becaria de Investigación Carnegie. Soddy destacó la contribución de Ada en el trabajo de separación y análisis en un informe de su resultado definitivo. En septiembre de 1916, Hitchins fue reclutada para trabajar en Admiralty Steel Analysis Laboratories y esta experiencia durante la guerra la ayudó a encontrar empleo como química en una acería de Sheffield, hasta que Soddy obtuvo los fondos necesarios para volver a contratarla. Se reincorporó a él como asistente técnica en 1921 y se convirtió en asistente de investigación privada en 1922. Ada dejó el empleo de Soddy en 1927 y se mudó a Kenia con su familia, donde trabajó como Ensayadora del Gobierno y Química en el Departamento de Minería y Geología del Gobierno Colonial. Se retiró en 1946 y regresó a Inglaterra, donde se casó con John Rees Stephens, granjero de profesión. Murió en Bristol en 1972.

## Trabajos

### Uranio y ionio Mineral de uranio
Cuando Hitchins trabajó por primera vez con Soddy, los investigadores aún estaban buscando nuevos elementos químicos y los isótopos aún no se entendían. Ya en 1904, los investigadores habían planteado la hipótesis de que la descomposición del uranio dio como resultado la creación de radio, pero no estaba claro cómo ocurrió esto. En 1907, el radioquímico estadounidense Bertram Boltwood había aislado lo que creía que era un nuevo elemento intermedio en la cadena de desintegración entre el uranio y el radio, el "ionio". Los investigadores finalmente determinaron que el ionio era en realidad un isótopo de torio, 230Th. Soddy le pidió a Hitchins que investigara el ionio. Extrajo selectivamente uranio de muestras de mineral para crear preparaciones de uranio purificado y estableció una vida media para el ionio. Su investigación también mostró que había una tasa constante de aumento en la cantidad de radio en sus soluciones de uranio, la primera evidencia experimental directa de que el radio se formó por la descomposición del uranio. Sus resultados fueron publicados en 1915.

### Peso atómico del plomo "torio"
Hitchins ayudó a determinar el peso atómico del plomo basándose en mediciones de minerales radiactivos, trabajo que fue importante para desarrollar una comprensión de los isótopos. Las muestras de plomo destilado que Hitchins preparó a partir de la torita de Ceilán fueron utilizadas por Frederick Soddy y se las suministró a Otto Hönigschmid, quien realizó un importante trabajo al confirmar que el peso atómico del plomo del torio es mayor que el del plomo común. Soddy indicó que Hitchins también trabajó en los análisis reales, en su informe publicado de 1917: "Según los análisis de la señorita A. F. R. Hitchins y yo mismo, los 20 kilos de torita seleccionada que se trabajó contenían 0-4 por ciento de plomo, 57 por ciento de torio, 1-3 por ciento de uranio y 0-5 c.c. de helio por gramo". Este trabajo demostró que el peso atómico no era una constante. Los elementos químicamente puros podrían ser mezclas de isótopos con diferentes pesos atómicos. 

### Actinio y protactinio
John A. Cranston, quien también había venido de Glasgow a Aberdeen con Soddy como asistente de investigación, fue reclutado en marzo de 1915. Hitchins continuó la investigación de Cranston antes de que ella misma fuera reclutada para trabajar en la guerra en 1916. Esta investigación resultó en la identificación exitosa de un nuevo elemento en la cadena de desintegración entre el uranio-235 y el actinio, más tarde llamado protactinio. El descubrimiento del protactinio completó la primera versión de la tabla periódica propuesta por Dmitri Mendeleev, quien predijo la existencia de un elemento entre el torio y el uranio en 1871. El mismo isótopo, 231Pa, fue descubierto de forma independiente casi al mismo tiempo por Otto Hahn y Lise Meitner. Soddy y Cranston publicaron su artículo en 1918. Aunque Hitchins no fue incluido como coautora, Soddy le dio a Hitchins un crédito significativo por las contribuciones que había hecho a la investigación:    
"Los experimentos se llevaron a cabo cuando el curso de la desintegración del uranio y su conexión con el radio era bastante oscuro, pero los experimentos aportan datos valiosos, que nunca se han discutido adecuadamente a la luz de los descubrimientos recientes, sobre los posibles modos de origen del actinio. Con respecto al nuevo trabajo, en ausencia de uno de nosotros en el servicio militar desde 1915, los experimentos fueron continuados por un tiempo por la Srta. Ada Hitchens, [sic] B.Sc, Carnegie Research Scholar, hasta que ella también se fue para participar en deberes de guerra. Su valiosa ayuda ha contribuido muy materialmente a la concreción de las conclusiones a las que ha sido posible arribar".

### Medición de radiactividad
En sus primeros trabajos con Soddy, Hitchins ayudó a preparar estándares de radio para la calibración de electroscopios de pan de oro, utilizados para medir la radiactividad. Después de volver a trabajar con Soddy en 1921, Hitchins perfeccionó aún más las mediciones de la vida media del ionio y determinó las proporciones de isótopos de torio en muestras minerales. También desarrolló métodos para extraer elementos radiactivos de minerales y menas. Soddy escribió sobre ella: "Considero a la Srta. Hitchins como una química sumamente consumada con un amplio conocimiento y experiencia en análisis químicos y minerales difíciles. Es un gran mérito para ella que en su trabajo con materiales extremadamente raros y difíciles de obtener nunca haya tenido ningún accidente ni haya perdido nada del material." 

## Premios y reconocimientos
Frederick Soddy, que recibió el Premio Nobel de Química por su trabajo sobre radioactividad e isótopos, siempre reconoció la participación indispensable de Ada, que fue su fiel colaboradora durante más de quince años, para conseguir este logro. Destacó por su cuidadosa preparación de materiales radiactivos, y su meticuloso trabajo experimental con uranio e isótopos de plomo, una contribución crucial para la investigación a partir de la cual Soddy recibió el Premio Nobel.